# Institut polytechnique de Lisbonne
 (février 2019).
Si vous disposez d'ouvrages ou d'articles de référence ou si vous connaissez des sites web de qualité traitant du thème abordé ici, merci de compléter l'article en donnant les références utiles à sa vérifiabilité et en les liant à la section « Notes et références ».
L’Institut polytechnique de Lisbonne (IPL, en portugais Instituto Politécnico de Lisboa) est un établissement public d’enseignement supérieur créé en 1985 à Lisbonne. L'institut est l'un des plus grands instituts polytechniques gérés par l'État au Portugal.
L'IPL offre des bachelor, des master et des programmes post-graduate.

## Histoire
Cet institut a repris et rassemblé, à sa fondation en 1985, plusieurs anciennes écoles, datant des XVIIIe et XIXe siècles, dispersées dans la ville de Lisbonne.
Il a commencé son activité en 1986, les premiers statuts de l'IPL ont été publiés en 1991 et en 2009 les statuts actuels ont été approuvés.

## Composition
L'établissement est composé de 6 écoles et 2 instituts, à savoir :
- École supérieure de danse
- École supérieure de musique de Lisbonne
- École supérieure de théâtre et cinéma
- École supérieure d'éducation de Lisbonne
- École supérieure de communication sociale
- École supérieure de technologie de la santé de Lisbonne
- Institut supérieur d'ingénierie
- Institut supérieur de comptabilité et administration de Lisbonne

## Élèves notables
- Cipriano Ribeiro Freire (pt)
- Innocencio (pt)
- Alexandre Herculano
- Almeida Garrett
- José Sócrates
- Aníbal Cavaco Silva
- Fernando Santos
- João Botelho
- Rita Blanco
- Rui Poças
- Hana Sofia Lopes